# Ira F. Brilliant Center for Beethoven Studies
Het Ira F. Brilliant Center for Beethoven Studies is een museum, onderzoekscentrum en ruimte voor lezingen en opvoeringen dat gewijd is aan de componist Ludwig van Beethoven. Het is gevestigd in de Martin Luther King-bibliotheek van de San José State University in Californië.

## Geschiedenis
Het centrum werd in 1983 opgericht met aan de universiteit geschonken herinneringsstukken. De tegenprestatie die de vastgoedontwikkelaar Ira F. Brilliant uit Arizona voor zijn schenking vroeg, was dat er een centrum opgericht zou worden dat zich zou wijden aan het leven en werk van Ludwig van Beethoven.
Het centrum wordt beheerd door de universiteit en door de American Beethoven Society. De medewerkers en de locatie zijn afkomstig van de universiteit. De society financiert een groot aantal activiteiten van het centrum, zoals de publicatie van het halfjaarlijkse Beethoven Journal en de verwerving van nieuw materiaal.
De collectie werd in de loop van de jaren uitgebreid. Een belangrijke aanwinst was de aankoop van de collectie van de Amerikaanse musicoloog William Newman (1912-2000). Hij was emeritus hoogleraar aan de Universiteit van North Carolina te Chapel Hill.

## Collectie
Het centrum beheert meer dan vierduizend boeken en een groot aantal publicaties over Van Beethoven. Hieronder bevinden zich 1783 edities van Cramer's Magazin der Musik en achtduizend kopieën van artikelen over hem. Ook is er een grote verzameling aan microfilms, waaronder van alle manuscripten die zich bevinden in de staatsbibliotheek van Berlijn.
Na de schenking van Brilliant in 1983 groeide het aanvankelijke aantal van vijfenzeventig originele eerste uitgaven uit tot driehonderd. Daarnaast zijn er meer dan 2200 vroege edities die tijdens het leven van Van Beethoven of in de eeuw erna werden uitgegeven. Ook zijn er allerlei radio- en video-opnames van zijn muziek te horen en te zien. Verder zijn er een groot aantal handgeschreven items en is het museum in het bezit van een dodenmasker en een haarlok die werd geknipt op 27 maart 1827.
In het museum worden verschillende muziekinstrumenten getoond, zoals een originele Weense fortepiano uit 1827, een reproductie van een fortepiano van de Antwerpse bouwer Dulcken uit 1795, een klavecimbel en een klavechord. De laatste drie instrumenten mogen door bezoekers worden bespeeld.

## Galerij
| fortepiano van Dulcken                        |  | haarlok van 27 maart 1827 |
| fortepiano van Dulcken (reproductie uit 1795) |  | haarlok van 27 maart 1827 |